# Distrito de Gomba
El distrito de Gomba es uno de los ciento once distritos que dan origen a la actual organización territorial de la República de Uganda. Su ciudad capital es la ciudad de Kanoni.

## Localización
El distrito de Gomba cmparte fronteras con el distrito de Mubende al norte, con el distrito de Mityana al noreste y al este con distrito de Butambala hacia el este. El distrito de Kalungu, el distrito de Bukomansimbi y el distrito de Sembabule se encuentran localizados  al sur del distrito de Gomba.

## Población
El distrito de Gomba cuenta con una población total de 159 922 habitantes según las cifras suministradas por el censo poblacional llevado a cabo durante el año 2014 en Uganda.